# Campeonato Europeo de Star
El Campeonato Europeo de Star es la máxima competición de la clase de vela Star a nivel europeo. Se realiza anualmente desde 1932 bajo la organización de la Federación Europea de Vela (EUROSAF). Este tipo de embarcación fue una clase olímpica desde los Juegos Olímpicos de Los Ángeles 1932 hasta los de Londres 2012 (con la excepción de Montreal 1976, edición en la que fue sustituida por la clase Tempest).
Estos campeonatos son abiertos a regatistas de todas las nacionalidades.

## Palmarés
| N.º     | Año       | Sede                          | Oro                                                            | Plata                                                    | Bronce                                                      |
| ------- | --------- | ----------------------------- | -------------------------------------------------------------- | -------------------------------------------------------- | ----------------------------------------------------------- |
| I       | 1932      | n. d.                         | Alberto Aizpurua E. De Amilibia España                         | —                                                        | —                                                           |
| II      | 1933      | n. d.                         | Jean Peytel R. de Bagneux Francia                              | —                                                        | —                                                           |
| III     | 1934      | n. d.                         | Federico Giannini Mario Amalfitano Italia                      | —                                                        | —                                                           |
| IV      | 1935      | Nápoles ( Italia)             | Guido Postiglione Nando Gianturco Italia                       | —                                                        | —                                                           |
| V       | 1936      | Kiel ( Alemania)              | Walter von Hütschler Hans-Joachim Weise Alemania               | —                                                        | —                                                           |
| VI      | 1937      | n. d.                         | Peter Bischoff Hans-Joachim Weise Alemania                     | —                                                        | —                                                           |
| VII     | 1938      | n. d.                         | Agostino Straulino Nicolò Rode Italia                          | —                                                        | —                                                           |
| —       | 1939–1946 | —                             | No realizado                                                   | No realizado                                             | No realizado                                                |
| VIII    | 1947      | n. d.                         | Tito Nordio · Nicolò Rode · Italia                             | —                                                        | —                                                           |
| IX      | 1948      | n. d.                         | Adolfo Cosentino · Roberto Morelli · Italia                    | —                                                        | —                                                           |
| X       | 1949      | n. d.                         | Agostino Straulino · Nicolò Rode · Italia                      | —                                                        | —                                                           |
| XI      | 1950      | n. d.                         | Agostino Straulino · Nicolò Rode · Italia                      | —                                                        | —                                                           |
| XII     | 1951      | n. d.                         | Agostino Straulino · Nicolò Rode · Italia                      | —                                                        | —                                                           |
| XIII    | 1952      | n. d.                         | Agostino Straulino · Nicolò Rode · Italia                      | —                                                        | —                                                           |
| XIV     | 1953      | n. d.                         | Agostino Straulino · Nicolò Rode · Italia                      | —                                                        | —                                                           |
| XV      | 1954      | n. d.                         | Agostino Straulino · Nicolò Rode · Italia                      | —                                                        | —                                                           |
| XVI     | 1955      | n. d.                         | Agostino Straulino · Nicolò Rode · Italia                      | —                                                        | —                                                           |
| XVII    | 1956      | n. d.                         | Agostino Straulino · Nicolò Rode · Italia                      | —                                                        | —                                                           |
| XVIII   | 1957      | n. d.                         | Joaquim Fiúza Fernando Brilhante Pessoa Portugal               | —                                                        | —                                                           |
| XIX     | 1958      | n. d.                         | Joaquim Fiúza Fernando Brilhante Pessoa Portugal               | Albert Debarge Paul Elvstrøm ( Dinamarca) Francia        | António Correia Hélder d'Oliveira Portugal                  |
| XX      | 1959      | n. d.                         | Agostino Straulino · Carlo Rolandi · Italia                    | Mario Rivelli · Alfonso Marino · Italia                  | Duarte Bello Fernando Bello Portugal                        |
| XXI     | 1960      | Bendor ( Francia)             | Georges Pisani Noël-Marcel Desaubliaux Francia                 | Philippe Chancerel Michel Parent Francia                 | Albert Debarge A. de Bokay Francia                          |
| XXII    | 1961      | Kiel ( RFA)                   | Albert Debarge Noël Calonne Francia                            | Bruno Splieth O. Lampe RFA                               | Timir Pineguin Fiodor Shutkov URSS                          |
| XXIII   | 1962      | Cascaes ( Portugal)           | Duarte Bello Fernando Bello Portugal                           | Paul Fischer Kai Krüger RFA                              | Franco Cavallo · Vincenzo Fania · Italia                    |
| XXIV    | 1963      | Marina di Carrara · ( Italia) | Luigi Croce · Luigi Saidelli · Italia                          | Hans Bryner · Fredy Portier · Suiza                      | Antonio Cosentino · Michele Florenzano · Italia             |
| XXV     | 1964      | n. d.                         | Timir Pineguin Fiodor Shutkov URSS                             | Duarte Bello Manuel Ricciardi Portugal                   | Edwin Bernet · Rolf Amrein · Suiza                          |
| XXVI    | 1965      | n. d.                         | Carlo Rolandi · Alfonso Marino · Italia                        | De São Lourenço Fernando Bello Portugal                  | Mário Quina Manuel Ricciardi Portugal                       |
| XXVII   | 1966      | Varberg · ( Suecia)           | Joseph Duplin Fritz Riess ( RFA) Estados Unidos                | Timir Pineguin Fiodor Shutkov URSS                       | Lowell North Bernt Larsson Estados Unidos                   |
| XXVIII  | 1967      | Cascaes ( Portugal)           | Stig Wennerström · Jan Lybeck · Suecia                         | Fritz Riess Joseph Duplin ( Estados Unidos) RFA          | Börje Larsson · Göran Tell · Suecia                         |
| XXIX    | 1968      | Nápoles · ( Italia)           | Pelle Petterson · Stellan Westerdahl · Suecia                  | John Albrechtson · Ulf Norrman · Suecia                  | James Schoonmaker · Arne Åkerson ( Suecia) · Estados Unidos |
| XXX     | 1969      | n. d.                         | Börje Larsson · Göran Tell · Suecia                            | Stig Wennerström · Sture Christensson · Suecia           | Hartmann Bogumil Hans-Joachim Lange RDA                     |
| XXXI    | 1970      | Sandhamn · ( Suecia)          | Stig Wennerström · Sture Christensson · Suecia                 | Jörg Bruder · Thomas Lundqvist ( Suecia) · Brasil        | Pelle Petterson · Stellan Westerdahl · Suecia               |
| XXXII   | 1971      | Cascaes ( Portugal)           | James Schoonmaker Thomas Dudinsky Estados Unidos               | Stig Wennerström · Sture Christensson · Suecia           | Wilhelm Kuhweide Karsten Meyer RFA                          |
| XXXIII  | 1972      | Kungsbacka · ( Suecia)        | Pelle Petterson · Stellan Westerdahl · Suecia                  | Sune Carlsson · Bo Wickström · Suecia                    | Odd Roar Lofterød · Bjørn Lofterød · Noruega                |
| XXXIV   | 1973      | n. d.                         | Oskar Meier · Marcel Wunderli · Suiza                          | Eckart Wagner Peter Möckl RFA                            | Duarte Bello Fernando Bello Portugal                        |
| XXXV    | 1974      | Laredo ( España)              | Thomas Blackaller Ron Anderson Estados Unidos                  | Durward Knowles Gerald Ford Bahamas                      | Larry Whipple James Alexander Estados Unidos                |
| XXXVI   | 1975      | Travemünde ( RFA)             | Bernd Kuntz Ekkehardt Nusser RFA                               | Hans Vogt Josef Laxganger RFA                            | Detlef Kuke Jörg Ricken RFA                                 |
| XXXVII  | 1976      | Niza ( Francia)               | Allsopp Wiler Estados Unidos                                   | Sune Carlsson · Pelle Petterson · Suecia                 | Göran Tell · John Albrechtson · Suecia                      |
| XXXVIII | 1977      | Riva del Garda · ( Italia)    | James Schoonmaker · Josef Steinmayer ( Suiza) · Estados Unidos | Fritz Geis Jörg Mößnang RFA                              | Valentin Mankin Alexandr Muzychenko URSS                    |
| XXXIX   | 1978      | Medemblik · ( Países Bajos)   | Hubert Raudaschl · Karl Ferstl · Austria                       | Peter Sundelin · Håkan Lindström · Suecia                | Uwe Mares Wolf Stadler RFA                                  |
| XL      | 1979      | n. d.                         | Valentin Mankin Alexandr Muzychenko URSS                       | Flavio Scala · Mauro Testa · Italia                      | Giorgio Gorla · Alfio Peraboni · Italia                     |
| XLI     | 1980      | La Rochelle ( Francia)        | Alexander Hagen Vincent Hösch RFA                              | Valentin Mankin Alexandr Muzychenko URSS                 | Giorgio Gorla · Alfio Peraboni · Italia                     |
| XLII    | 1981      | Balatonfüred · ( Hungría)     | Alexander Hagen Vincent Hösch RFA                              | Hubert Raudaschl · Karl Ferstl · Austria                 | Valentin Mankin Alexandr Zybin URSS                         |
| XLIII   | 1982      | Århus ( Dinamarca)            | Antonio Gorostegui · José Luis Doreste · España                | Alexander Hagen Vincent Hösch RFA                        | Giorgio Gorla · Alfio Peraboni · Italia                     |
| XLIV    | 1983      | Kiel ( RFA)                   | Alexander Hagen Vincent Hösch RFA                              | Joachim Griese Michael Marcour RFA                       | Peter Wright Todd Cozzens Estados Unidos                    |
| XLV     | 1984      | Palamós · ( España)           | Guram Biganishvili Alexandr Zybin URSS                         | Jens-Peter Wrede Matthias Borowy RFA                     | Albino Fravezzi · Oscar Dalvit · Italia                     |
| XLVI    | 1985      | Copenhague ( Dinamarca)       | Giorgio Gorla · Alfio Peraboni · Italia                        | Alexander Hagen Matthias Borowy RFA                      | Albino Fravezzi · Oscar Dalvit · Italia                     |
| XLVII   | 1986      | Medemblik · ( Países Bajos)   | Steven Bakker · Jacob Vandenberg · Países Bajos                | Giorgio Gorla · Alfio Peraboni · Italia                  | Hubert Raudaschl · Franz Kloiber · Austria                  |
| XLVIII  | 1987      | n. d.                         | Vicente Brun Hugo Schreiner Estados Unidos                     | Mark Reynolds Harold Haenel Estados Unidos               | Hubert Raudaschl · Stefan Buxkandl · Austria                |
| XLIX    | 1988      | Génova · ( Italia)            | Edward Adams Rick Hennig Estados Unidos                        | Larry Whipple William Beebe Estados Unidos               | Bear Hovey Neil Foley Estados Unidos                        |
| L       | 1989      | Travemünde ( RFA)             | Torben Grael · Marcelo Ferreira · Brasil                       | Anders Geert Jensen Mogens Just Dinamarca                | Viktor Soloviov Alexandr Zybin URSS                         |
| LI      | 1990      | Laredo · ( España)            | Michael Nissen Gerrit Bartel RFA                               | Mats Johansson · Stefan Hemlin · Suecia                  | Hans Vogt Michael Hartmann RFA                              |
| LII     | 1991      | Balatonfüred · ( Hungría)     | Torben Grael · Marcelo Ferreira · Brasil                       | Alexander Hagen · Kai Falkenthal · Alemania              | Mats Johansson · Stefan Hemlin · Suecia                     |
| LIII    | 1992      | Hyères ( Francia)             | Benny Andersen Mogens Just Dinamarca                           | Roberto Benamati · Mario Salani · Italia                 | Mark Mansfield Tom McWilliam Irlanda                        |
| LIV     | 1993      | Skødstrup ( Dinamarca)        | Benny Andersen Mogens Just Dinamarca                           | José Luis Doreste · Javier Hermida · España              | Joachim Hellmich · Dirk Schwärtzel · Alemania               |
| LV      | 1994      | Porto Rotondo · ( Italia)     | Michael Hestbæk Martin Hejlsberg Dinamarca                     | Alexander Hagen · Kai Falkenthal · Alemania              | Mark Reynolds Harold Haenel Estados Unidos                  |
| LVI     | 1995      | Cascaes ( Portugal)           | Ross MacDonald · Eric Jespersen · Canadá                       | Enrico Chieffi · Roberto Sinibaldi · Italia              | Michael Hestbæk Martin Hejlsberg Dinamarca                  |
| LVII    | 1996      | Medemblik · ( Países Bajos)   | Christian Rasmussen Kasper Harsberg Dinamarca                  | Silvio Santoni · Sergio Lambertenghi · Italia            | Halvor Schøyen · Åsmund Tharaldsen · Noruega                |
| LVIII   | 1997      | Varberg · ( Suecia)           | Mark Reynolds Magnus Liljedahl Estados Unidos                  | Frank Butzmann · Jens Peters · Alemania                  | Alexander Hagen · Haymo Jepsen · Alemania                   |
| LIX     | 1998      | Kiel · ( Alemania)            | Mark Reynolds Magnus Liljedahl Estados Unidos                  | John MacCausland Phil Trinter Estados Unidos             | Torben Grael · Rodrigo Meirelles · Brasil                   |
| LX      | 1999      | Helsinki · ( Finlandia)       | Colin Beashel David Giles Australia                            | Frank Butzmann · Jens Peters · Alemania                  | Mark Reynolds Magnus Liljedahl Estados Unidos               |
| LXI     | 2000      | Balatonföldvár · ( Hungría)   | Vincent Hösch · Florian Fendt · Alemania                       | Hubert Raudaschl · Herwig Haunschmid · Austria           | Hubert Merkelbach · Oliver Vitztum · Alemania               |
| LXII    | 2001      | Skødstrup ( Dinamarca)        | Fredrik Lööf · Magnus Liljedahl · Suecia                       | Christian Rasmussen Peter Ørsted Dinamarca               | Riccardo Simoneschi · Ferdinando Colaninno · Italia         |
| LXIII   | 2002      | Génova · ( Italia)            | Fredrik Lööf · Anders Ekström · Suecia                         | Mark Reynolds Austin Sperry Estados Unidos               | Nicklas Holm Martin Leifelt Dinamarca                       |
| LXIV    | 2003      | Cascaes ( Portugal)           | Torben Grael · Marcelo Ferreira · Brasil                       | Mark Neeleman · Peter van Niekerk · Países Bajos         | Colin Beashel David Giles Australia                         |
| LXV     | 2004      | La Escala · ( España)         | Fredrik Lööf · Anders Ekström · Suecia                         | Xavier Rohart Pascal Rambeau Francia                     | Mark Neeleman · Peter van Niekerk · Países Bajos            |
| LXVI    | 2005      | Varberg · ( Suecia)           | Iain Percy Steven Mitchell Reino Unido                         | Fredrik Lööf · Anders Ekström · Suecia                   | Xavier Rohart Pascal Rambeau Francia                        |
| LXVII   | 2006      | Hamburgo · ( Alemania)        | Mark Mendelblatt Mark Strube Estados Unidos                    | Robert Scheidt · Bruno Prada · Brasil                    | Andrew Horton Brad Nichol Estados Unidos                    |
| LXVIII  | 2007      | Malcesine · ( Italia)         | Flavio Marazzi · Enrico De Maria · Suiza                       | Fredrik Lööf · Anders Ekström · Suecia                   | Iain Percy Andrew Simpson Reino Unido                       |
| LXIX    | 2008      | Balatonföldvár · ( Hungría)   | Robert Stanjek · Markus Koy · Alemania                         | Matthias Miller · Manuel Voigt · Alemania                | Eivind Melleby · Petter Pedersen · Noruega                  |
| LXX     | 2009      | Kiel · ( Alemania)            | Robert Scheidt · Bruno Prada · Brasil                          | Iain Percy Andrew Simpson Reino Unido                    | Fredrik Lööf · Johan Tillander · Suecia                     |
| LXXI    | 2010      | Viareggio · ( Italia)         | Johannes Polgar · Markus Koy · Alemania                        | Andrew Campbell Brad Nichol Estados Unidos               | Richard Clarke · Tyler Bjorn · Canadá                       |
| LXXII   | 2011      | Dún Laoghaire ( Irlanda)      | Diego Negri · Enrico Voltolini · Italia                        | Mateusz Kusznierewicz · Dominik Życki · Polonia          | Richard Clarke · Tyler Bjorn · Canadá                       |
| LXXIII  | 2012      | San Remo · ( Italia)          | Mateusz Kusznierewicz · Dominik Życki · Polonia                | Fredrik Lööf · Max Salminen · Suecia                     | Eivind Melleby · Petter Pedersen · Noruega                  |
| LXXIV   | 2013      | Båstad · ( Suecia)            | Diego Negri · Frithjof Kleen ( Alemania) · Italia              | Mats Johansson · Stefan Hemlin · Suecia                  | Tom Löfstedt · Anders Ekström · Suecia                      |
| LXXV    | 2014      | Balatonföldvár · ( Hungría)   | Hubert Merkelbach · Markus Koy · Alemania                      | Tom Löfstedt · Jesper Sundman · Suecia                   | Márton Gereben · Péter Gereben · Hungría                    |
| LXXVI   | 2015      | Gaeta · ( Italia)             | Xavier Rohart · Sébastien Guidoux ( Alemania) · Francia        | Augie Diaz · Bruno Prada ( Brasil) · Estados Unidos      | Torben Grael · Guilherme de Almeida · Brasil                |
| LXXVII  | 2016      | Warnemünde · ( Alemania)      | Frithjof Kleen · Eivind Melleby ( Noruega) · Alemania          | Augie Diaz · Bruno Prada ( Brasil) · Estados Unidos      | Hubert Merkelbach · Markus Koy · Alemania                   |
| LXXVIII | 2017      | San Remo · ( Italia)          | Torben Grael · Arthur Lopes · Brasil                           | Diego Negri · Sergio Lambertenghi · Italia               | Augie Diaz · Bruno Prada ( Brasil) · Estados Unidos         |
| LXXIX   | 2018      | Flensburgo · ( Alemania)      | Augie Diaz · Bruno Prada ( Brasil) · Estados Unidos            | Lars Grael · Samuel Gonçalves · Brasil                   | Peter O'Leary Robert O'Leary Irlanda                        |
| LXXX    | 2019      | Riva del Garda · ( Italia)    | Mateusz Kusznierewicz · Frederico Melo ( Portugal) · Polonia   | Robert Scheidt · Henry Boening · Brasil                  | Diego Negri · Frithjof Kleen ( Alemania) · Italia           |
| LXXXI   | 2020      | Riva del Garda · ( Italia)    | Piet Eckert · Frederico Melo ( Portugal) · Suiza               | Diego Negri · Sergio Lambertenghi · Italia               | Johann Spitzauer · Christian Nehammer · Austria             |
| LXXXII  | 2021      | Split · ( Croacia)            | Enrico Chieffi · Ferdinando Colaninno · Italia                 | Hubert Merkelbach · Kilian Weise · Alemania              | Augie Díaz · Christian Nehammer ( Austria) · Estados Unidos |
| LXXXIII | 2022      | Copenhague ( Dinamarca)       | Tonči Stipanović · Tudor Bilić · Croacia                       | Jack Jennings · Pedro Trouche ( Brasil) · Estados Unidos | Hubert Merkelbach · Kilian Weise · Alemania                 |
| LXXXIV  | 2023      | Cannes ( Francia)             | Jack Jennings · Pedro Trouche ( Brasil) · Estados Unidos       | Jørgen Schønherr · Markus Koy ( Alemania) · Dinamarca    | Flavio Favini · Nicolas Seravalle · Italia                  |
| –       | 2024      | Attersee · ( Austria)         | Cancelado                                                      | Cancelado                                                | Cancelado                                                   |

1. 1 2 3 4 5 6 7 8 9 10 11 12 13 14 15 16  En estas ediciones se permitió competir juntos a dos regatistas de nacionalidad diferente: la bandera del barco corresponde a la del patrón (el que se pone primero en la lista).

## Medallero histórico
- Actualizado hasta Cannes 2023.

| Núm. | País           | Oro | Plata | Bronce | Total |
| ---- | -------------- | --- | ----- | ------ | ----- |
| 1    | Italia         | 20  | 8     | 10     | 38    |
| 2    | Alemania       | 12  | 16    | 10     | 38    |
| 3    | Estados Unidos | 12  | 7     | 11     | 30    |
| 4    | Suecia         | 8   | 12    | 6      | 26    |
| 5    | Brasil         | 5   | 4     | 2      | 11    |
| 6    | Francia        | 4   | 3     | 2      | 9     |
| 6    | Dinamarca      | 4   | 3     | 2      | 9     |
| 8    | Portugal       | 3   | 2     | 4      | 9     |
| 8    | URSS           | 3   | 2     | 4      | 9     |
| 10   | Suiza          | 3   | 1     | 1      | 5     |
| 11   | España         | 2   | 1     | 0      | 3     |
| 11   | Polonia        | 2   | 1     | 0      | 3     |
| 13   | Austria        | 1   | 2     | 3      | 6     |
| 14   | Países Bajos   | 1   | 1     | 1      | 3     |
| 14   | Reino Unido    | 1   | 1     | 1      | 3     |
| 16   | Canadá         | 1   | 0     | 2      | 3     |
| 17   | Australia      | 1   | 0     | 1      | 2     |
| 18   | Croacia        | 1   | 0     | 0      | 1     |
| 19   | Bahamas        | 0   | 1     | 0      | 1     |
| 20   | Noruega        | 0   | 0     | 4      | 4     |
| 21   | Irlanda        | 0   | 0     | 2      | 2     |
| 22   | Hungría        | 0   | 0     | 1      | 1     |
|      | TOTAL          | 84  | 66    | 66     | 216   |

1. ↑  Incluye las medallas obtenidas por la RFA y la RDA entre 1949 y 1990.
2. 1 2 3 4 5  Estos campeonatos son abiertos a regatistas de otros continentes.